# 第46回先進国首脳会議
第46回先進国首脳会議（だい46かいせんしんこくしゅのうかいぎ、英語: The 46th G7 summit）は、2020年6月10日から6月12日までアメリカ合衆国メリーランド州のキャンプ・デービッドで開催される予定だったG7（先進7か国）の会議（サミット）である。新型コロナウイルス感染症の世界的流行のために開催が中止された。

## 開催地の選定
シークレットサービスは、10箇所の開催候補地の中からハワイ州、ユタ州、カリフォルニア州、ノースカロライナ州の4箇所に絞り込み、さらにカリフォルニアとノースカロライナを排除してハワイとユタを候補地とした。これに、ドナルド・トランプ大統領の指示で、トランプ・オーガナイゼーションが保有するリゾート地であるフロリダ州マイアミのトランプ・ナショナル・ドラルが加えられた。
2019年10月17日、大統領首席補佐官代行のミック・マルバニーは、サミットの開催地がトランプ・ナショナル・ドラルに決定したと発表し、これは潜在的な利益相反によりトランプ個人が利益を得るためのものではないと述べた。トランプは、自分が経営するリゾートでサミットを開催することの利点を喧伝し、この決定は「我々の国にとって非常に良いこと」だと述べた。しかし、超党派の批判を受けたことで、その2日後にトランプ・ナショナル・ドラルでの開催の決定を撤回した。トランプは自身のTwitterにて、これは「メディアと民主党の狂った不合理な敵意」によるものだと述べた。
この発表の当時トランプは、トランプ・インターナショナル・ホテル・ワシントンD.C.の宿泊代金をサウジアラビアなどの外国政府から受け取ったことがアメリカ合衆国憲法に違反するとして2件の訴訟を起こされていた。サミットを自身が経営するリゾートで開催することについても、同様の憲法違反になるという指摘が法律の専門家からあがっていた。

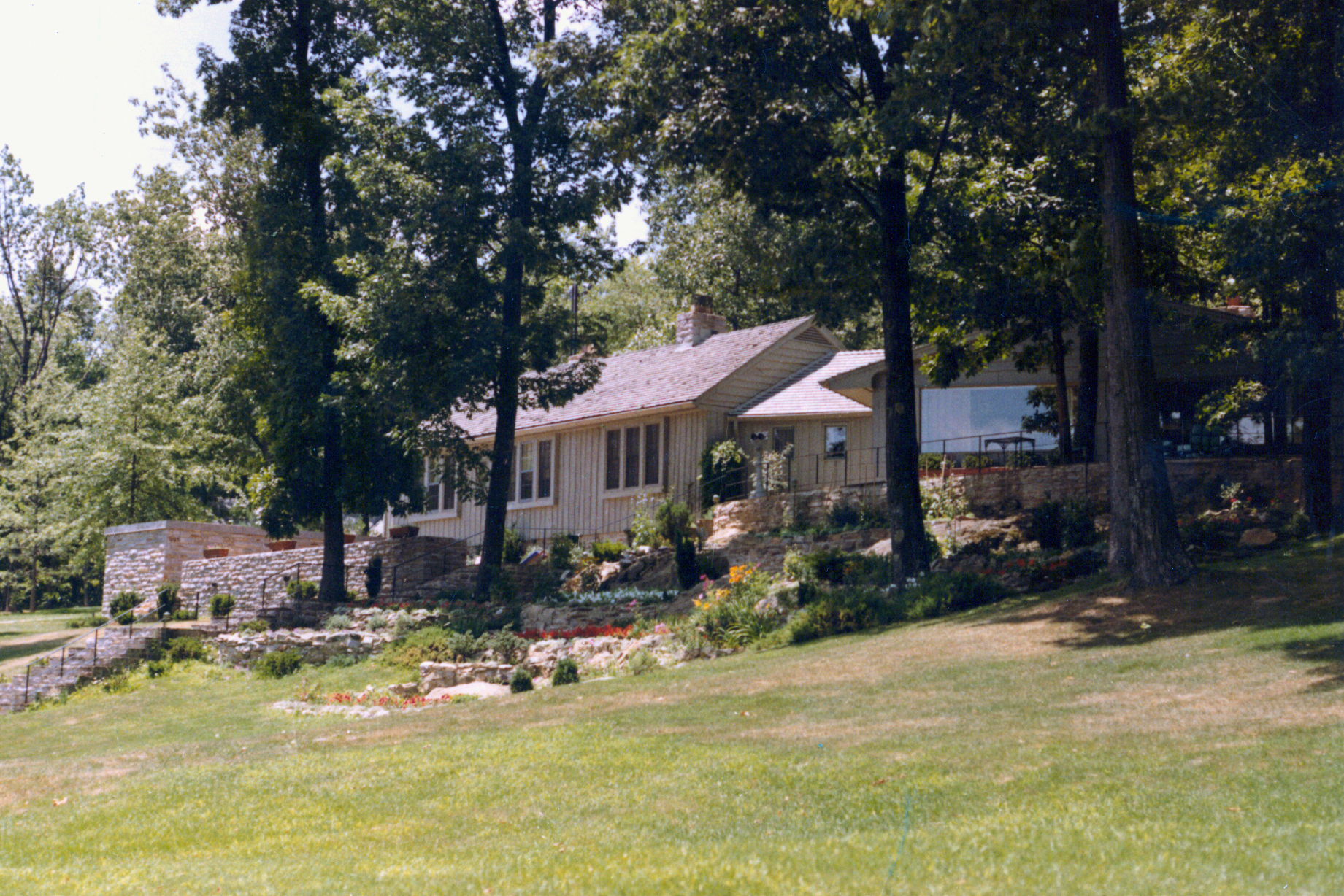
キャンプ・デービッド

2019年12月3日、サミットの開催地が大統領保養地であるキャンプ・デービッドに決定したと発表された。ここでは2012年に第38回主要国首脳会議が開催されている。

## 延期と中止
2020年3月19日、新型コロナウイルス感染症の世界的流行のため、トランプはキャンプ・デービッドでのサミット開催を中止し、テレビ会議で実施すると発表した。しかしその後、トランプはホワイトハウスかキャンプ・デービッドにおける対面での開催を示唆した。2020年5月下旬、ドイツのアンゲラ・メルケル首相は、コロナウイルスの流行が続いていることを理由にサミットへの参加辞退を表明した。フランスのエマニュエル・マクロン大統領は、トランプに電話で、サミットには全員が直接出席するべきだと伝えた。イギリスのボリス・ジョンソン首相もまた、直接の会合開催への支持を表明した。2020年5月30日、トランプはサミットの開催を同年9月以降に延期した。2020年8月、トランプはサミット開催を同年11月の大統領選挙後に延期したいと述べた。結局、この年のサミットは開催されなかった。

## 招待者
トランプは「G7は世界で起こっていることを適切に代表しているとは思わない。非常に時代遅れの集団だ」と述べ、G7各国以外にインド、オーストラリア、ブラジル、韓国、ロシアの代表を招待するつもりであるとした。大統領補佐官は、「中国もG7+の議論の対象にはなるが、その一部ではない」「トランプはサミットを対中国ブロック構築に利用するつもりだ」と述べた。
2020年6月上旬のトランプとの電話会談により、オーストラリアのスコット・モリソン首相、ブラジルのジャイール・ボルソナーロ大統領、韓国の文在寅大統領、インドのナレンドラ・モディ首相がサミットへの招待を受諾した。

### ロシア大統領の招待
2020年6月2日、トランプはロシアのウラジーミル・プーチン大統領と電話で会談し、サミットへの招待の意志を伝えた。ロシアは1997年に先進国首脳会議の一員となっていたが、クリミア併合などを受けて2014年から参加資格が停止されていた。
しかし、ロシアの招待にはカナダとイギリスが強く反対した。カナダのジャスティン・トルドー首相は、「（ロシアが）国際ルールを無視し続けていることが、G7の外に留められている理由であり、今後も留まり続けるべき理由である」と述べた。イギリス政府の報道官は、「イギリス市民の安全と同盟国の集団安全保障を脅威にさらす攻撃的な行動を止めない限り」ロシアはG7に再参加するべきではないと述べた。欧州連合(EU)も、ロシアがG7に再参加するべきでないという意見に同意した。EU外務・安全保障政策上級代表のジョセップ・ボレルは、トランプにはG7の加盟国やその範囲を変更する権限はないと述べた。
2020年8月10日、トランプはプーチン大統領を招待するかどうかは決めていないと述べた。

## 参加予定者
このサミットが開催されていれば、日本の安倍晋三首相、アメリカのドナルド・トランプ大統領、イタリアのジュゼッペ・コンテ首相が参加する最後のサミットとなるはずだった。日本の首相は2020年9月16日に菅義偉に、アメリカ大統領は2021年1月20日にジョー・バイデンに、イタリアの首相は2021年2月13日にマリオ・ドラギに交替した。
| 先進7か国（開催国と議長は太字で示している） |                |                                  |                  |
| メンバー                                    | メンバー       | 首脳                             | 称号             |
| カナダの旗                                  | カナダ         | ジャスティン・トルドー           | 首相             |
| フランスの旗                                | フランス       | エマニュエル・マクロン           | 大統領           |
| ドイツの旗                                  | ドイツ         | アンゲラ・メルケル               | 首相             |
| イタリアの旗                                | イタリア       | ジュゼッペ・コンテ               | 首相             |
| 日本の旗                                    | 日本           | 安倍晋三                         | 首相             |
| イギリスの旗                                | イギリス       | ボリス・ジョンソン               | 首相             |
| アメリカ合衆国の旗                          | アメリカ合衆国 | ドナルド・トランプ               | 大統領           |
| 欧州連合の旗                                | 欧州連合       | シャルル・ミシェル               | 欧州理事会議長   |
| 欧州連合の旗                                | 欧州連合       | ウルズラ・フォン・デア・ライエン | 欧州委員会委員長 |
| 招待者                                      |                |                                  |                  |
| 招待者                                      | 招待者         | 首脳                             | 称号             |
| オーストラリアの旗                          | オーストラリア | スコット・モリソン               | 首相             |
| ブラジルの旗                                | ブラジル       | ジャイール・ボルソナーロ         | 大統領           |
| インドの旗                                  | インド         | ナレンドラ・モディ               | 首相             |
| 大韓民国の旗                                | 韓国           | 文在寅                           | 大統領           |

## 議題

### 気候変動
2018年、2019年のサミットでも、トランプは気候変動に関する議論には参加しなかった。ミック・マルバニー首席補佐官代行は、「気候変動は議題にならないだろう」と述べた。